# Billbergia morelii
Billbergia morelii là một loài thực vật có hoa trong họ Bromeliaceae. Loài này được Brongn. mô tả khoa học đầu tiên năm 1848.